# Przezmark (gromada w powiecie elbląskim)
Przezmark – dawna gromada, czyli najmniejsza jednostka podziału terytorialnego Polskiej Rzeczypospolitej Ludowej w latach 1954–1972.
Gromady, z gromadzkimi radami narodowymi (GRN) jako organami władzy najniższego stopnia na wsi, funkcjonowały od reformy reorganizującej administrację wiejską przeprowadzonej jesienią 1954 do momentu ich zniesienia z dniem 1 stycznia 1973, tym samym wypierając organizację gminną w latach 1954–1972.
Gromadę Przezmark z siedzibą GRN w Przezmarku utworzono – jako jedną z 8759 gromad na obszarze Polski – w powiecie elbląskim w woj. gdańskim na mocy uchwały nr 15/III/54 WRN w Gdańsku z dnia 5 października 1954. W skład jednostki weszły obszary dotychczasowych gromad Przezmark, Czechowo, Nowina, Gronowo i Sierpin ze zniesionej gminy Pomorska Wieś w tymże powiecie oraz obszar o powierzchni 304,27 ha, stanowiący część obrębów kat. Nowe Pole i Warszawskie Przedmieście (odgraniczony na zachodzie i wschodzie torem kolejowym a od północy autostradą), z miasta na prawach powiatu Elbląga. Dla gromady ustalono 9 członków gromadzkiej rady narodowej.
1 stycznia 1958 z gromady Przezmark wyłączono wieś Sierpin, włączając ją do gromady Pomorska Wieś w tymże powiecie, po czym gromadę Przezmark zniesiono, a jej (pozostały) obszar włączono do nowo utworzonej gromady Komorowo Żuławskie w tymże powiecie.